# Franciszek z Asyżu (film 1966)
Franciszek – włoski film religijny w reżyserii Liliany Cavani. W rolach głównych wystąpili Lou Castel oraz Ludmila Lvova. Autorami scenariusza byli Tullio Pinelli i Liliana Cavani, oryginalną muzykę skomponował Peppino De Luca.
Film opowiada o życiu średniowiecznego bohatera narodowego Włochów, św. Franciszka z Asyżu. Konsultantem historycznym był Boris Ulianich. Ten czarno-biały obraz był pierwszym filmem telewizyjnym zrealizowanym przez włoską RAI. Został wyemitowany w dwóch częściach 6 i 8 maja 1966. Obejrzało go wówczas około 20 milionów telewidzów.
W 2007 film został odrestaurowany przez Cinecittà Holding w laboratoriach Cinecittà Studios. Sponsorem przedsięwzięcia było włoskie Ministerstwo Kultury i Sztuki.